# Gemeinderats- und Bürgermeisterwahlen in Tirol 2010
Die Gemeinderats- und Bürgermeisterwahlen in Tirol 2010 fanden am 14. März 2010 statt.

## Ausgangslage
Da bei Gemeinderatswahlen in Tirol traditionell zahlreiche, vor allem ÖVP nahe Namenslisten antreten, wird vom Land Tirol auf Grund der schweren Zuordenbarkeit kein Gesamtergebnis für die Parteien ausgewiesen. Medienberichten zufolge stellte die ÖVP mit ihren nahestehenden Listen vor der Wahl 2010 rund 2300 von insgesamt 3676 Mandaten. Die SPÖ verteidigt 462 Gemeinderatsmandate und 22 Bürgermeister, die FPÖ stellte vor der Wahl 40 Gemeinderäte in 17 Gemeinden. Die Grünen waren mit 69 Mandaten in 33 Kommunen vertreten.

## Wahlrecht
Die Gemeinderatswahl 2010 wurde nach dem „Gesetz vom 7. Juli 1994, mit dem die Wahl der Organe der Gemeinde geregelt wird (Tiroler Gemeindewahlordnung 1994 - TGWO 1994)“ in der aktuellen Fassung von 2008 durchgeführt. Wahlberechtigt waren dabei alle Bürger der Europäischen Union, die am Stichtag, dem 30. Dezember 2009 ihren Hauptwohnsitz in einer Tiroler Gemeinde hatten, sich mindestens seit einem Jahr in der Gemeinde aufhielten und spätestens am Wahltag das 16. Lebensjahr vollendeten. Gegenüber der Wahl 2004 waren damit erstmals Personen unter 18 Jahren aktiv wahlberechtigt. Aktiv Wahlberechtigte durften zudem nicht vom Wahlrecht ausgeschlossen worden sein (Verurteilung wegen mit Vorsatz begangener strafbarer Handlungen zu einer mehr als einjährigen Freiheitsstrafe).
Das passive Wahlrecht bei der Gemeinderatswahl hatten all jene Personen, die aktiv wahlberechtigt waren und spätestens am Wahltag das 18. Lebensjahr vollendeten. Bürger der Europäischen Union ohne österreichische Staatsbürgerschaft, die ihren Hauptwohnsitz noch nicht seit fünf Jahren ununterbrochen in einer österreichischen Gemeinden hatten, durften für die passive Wahlberechtigung zudem in ihrem Heimatland nicht infolge einer strafrechtlichen Entscheidung vom Wahlrecht ausgeschlossen worden sein.
Das passive Wahlrecht für die Bürgermeisterwahl oblag hingegen nur allen für die Gemeinderatswahl passiv wahlberechtigten Personen, die zudem die österreichische Staatsbürgerschaft besaßen. Zudem durften Kandidaten für die Bürgermeisterwahl in den letzten sechs Jahren vor dem Wahltag ihres Amtes als Mitglied des Gemeindevorstandes nicht für verlustig erklärt worden sein.

## Wahlgang und Fristen
Die Ausschreibung der Wahl erfolgte am 9. Dezember 2009 durch Kundmachung im Landesgesetzblatt. Unmittelbar danach wurde am selben Tag die Wahl in den Gemeinden kundgemacht. Noch im Dezember erfolgte die Bestellung der Mitglieder der Wahlbehörden, woraufhin bis spätestens 30. Dezember 2009 die konstituierende Sitzung der Gemeindewahlbehörden, der Bezirkswahlbehörden und allfälliger Sprengelwahlbehörden und Sonderwahlbehörden erfolgen musste. Danach konnten bis zum 19. Februar 2010 Wahlvorschläge für die Gemeinderats- und Bürgermeisterwahl erfolgen. Die Frist zur Bekanntgabe von Listenkopplungen war bis zum 26. Februar 2010 angesetzt.
Der Wahlgang selbst wurde am 14. März 2010 276 von 279 Gemeinden Tirols durchgeführt. In Ischgl und Reith bei Seefeld fanden Gemeinderatswahlen bereits 2009 statt, die nächste Wahl in Innsbruck würde erst im April 2012 stattfinden. Die ÖVP bzw. ihr nahestehende Namenslisten trat 2010 dabei flächendeckend in ganz Tirol an, während die SPÖ in 117 Gemeinden kandidierte. Erstmals schaffte die SPÖ dabei Kandidaturen in Gries am Brenner, Matrei am Brenner und Grinzens. Die FPÖ, die vor der Wahl nur in 27 Kommunen vertreten war, kandidierte 2010 in 62 Gemeinden, die Grünen standen in 36 Gemeinden auf dem Stimmzettel, wobei die Partei zu dieser Zeit in 33 Gemeinderäten vertreten war. Mitglieder der Liste Fritz Dinkhauser traten erstmals seit der Gründung der Bürgerliste in zehn Gemeinden an, wobei der vom Landtagsklub der Liste Dinkhauser abgespaltene Tirol-Klub-Bürgerforum den Bürgermeistersessel des Landtagsabgeordneten Thomas Schnitzer in Ehrwald verteidigen wollte.
Für den Wähler war neben der persönlichen Stimmabgabe erstmals auch die Teilnahme per Briefwahl möglich. Zur Teilnahme per Briefwahl musste dabei bis spätestens 4. März ein schriftlicher bzw. bis zum 9. März 2010 ein mündlicher Antrag auf Ausstellung einer Wahlkarte erfolgen. Bei der Briefwahl musste der Wähler dabei die Wahl „persönlich, unbeobachtet und unbeeinflusst“ durchführen und die Stimmzettel anschließend in das Wahlkuvert legen. Dieses Kuvert musste in der Folge wiederum in die Wahlkarte gelegt werden, wobei die Wahlkarte unterschrieben werden musste. Gültig waren in der Folge nur Wahlkarten, die bis zum 12. März 2010 bei der Gemeinde auf dem Postweg eingetroffen waren. Wurde eine Wahlkarte ausgestellt, konnte das Wahlrecht in der Folge nur noch per Briefwahl oder unter Vorlage der Wahlkarte bei der Wahlbehörde ausgeübt werden, bei der der Wähler im Wählerverzeichnis eingetragen war.

## Ergebnisse
Die SPÖ konnte in einigen kleineren Orten zwar gewinnen, verlor in für sie wichtigen Gemeinden wie Reutte oder Landeck. Die ÖVP gewann an Mandaten, die Grünen verloren ebenso, wie die FPÖ, die deutlich unter ihren Erwartungen zurückblieb. In den Gemeinden Kundl, Kirchberg, Radfeld, Natters, Patsch und weiteren wechselte der Amtsinhaberposten an die SPÖ.
In 25 Gemeinden, in denen bei der Bürgermeisterwahl kein Kandidat im ersten Wahlgang die absolute Mehrheit erreichte, wurde am 28. März 2010 eine Stichwahl durchgeführt. Diese führte unter anderem zu Bürgermeisterwechseln in den Gemeinden Wörgl, Kufstein, Imst, Reutte und Telfs.
Von 279 Gemeinden werden nach der Stichwahl acht von Bürgermeisterinnen geführt, von denen es vor der Wahl nur zwei gab. 236 Bürgermeister werden von der ÖVP gestellt (zuvor 238), 26 von der SPÖ (zuvor 22) sowie einer von der FPÖ (Gerald Hauser in St. Jakob in Defereggen). Bei den restlichen Amtsinhabern handelt es sich um unabhängige Politiker.
Bei den Gemeinderäten erhielt die ÖVP nach eigenen Angaben 2.550 statt bisher 2.320 Mandatare.